# Corriente de Kamchatka

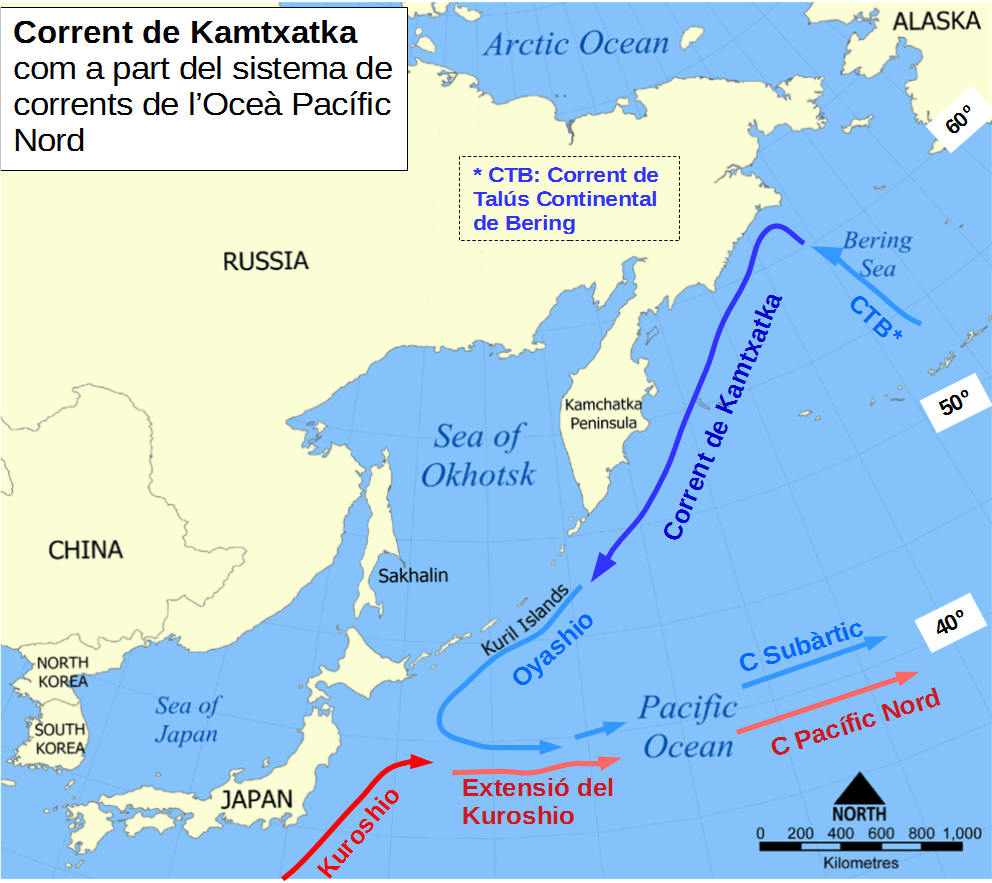
Mapa de la corriente de Kamchatka

La corriente de Kamchatka es una corriente marina de agua fría que fluye hacia el suroeste desde el estrecho de Bering, a lo largo de la costa del Pacífico de Siberia y la península de Kamchatka. Una porción de esta corriente entonces se convierte en la corriente de Oyashio mientras que el resto se une a la más cálida corriente del Pacífico Norte.